# Ephedra sinica
Ephedra sinica Stapf è una pianta appartenente alla famiglia delle  Ephedraceae, originaria dell'Asia.

## Descrizione

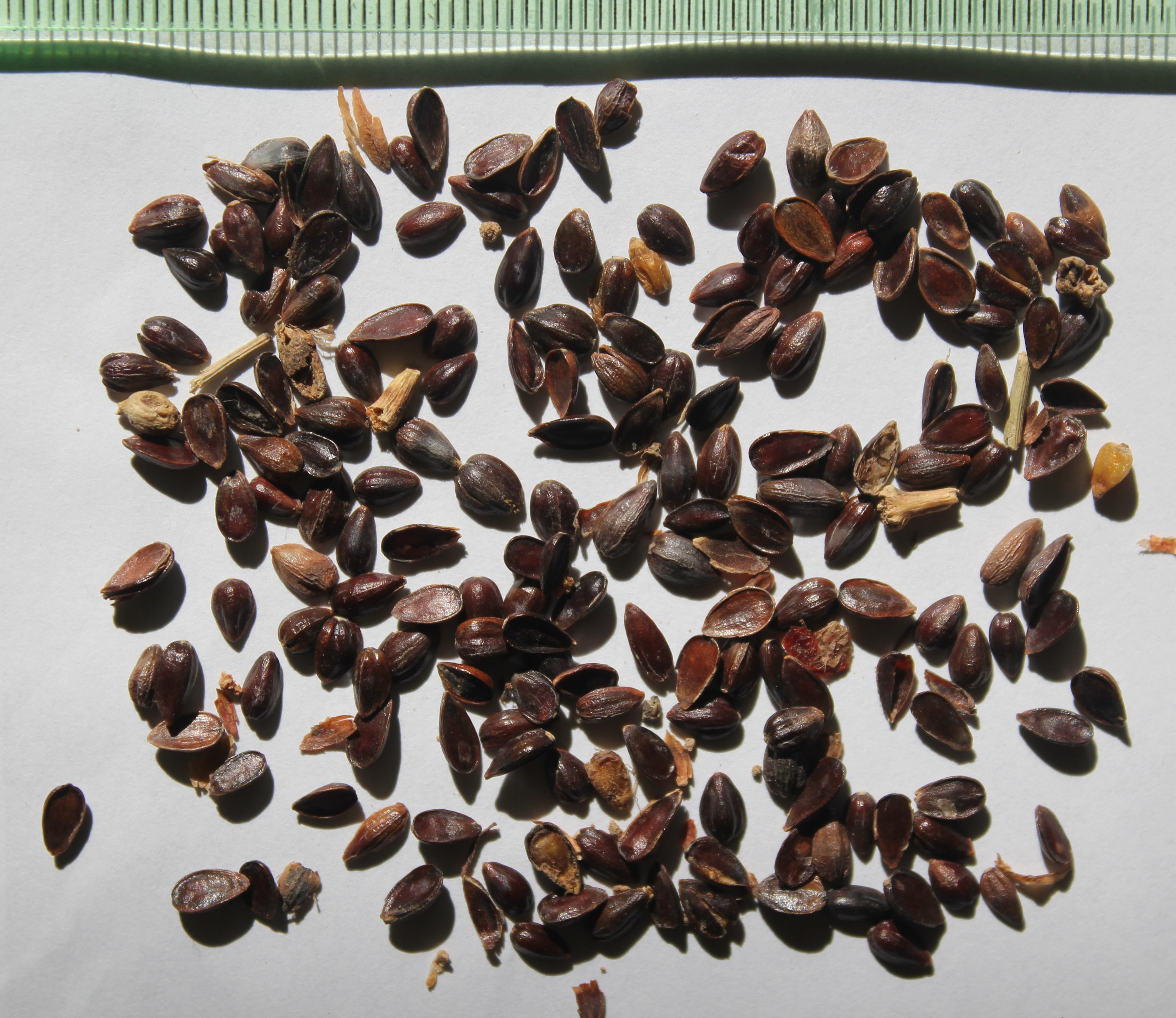
Semi di E. sinica

E. sinica è un arbusto simile all'equiseto, originario della Cina, da cui deriva il nome. È la specie più importante di Ephedra, utilizzata da millenni.
E. sinica è un piccolo arbusto alto 20–40 cm con rami articolati di colore verde chiaro. Le foglie sono piccole, squamose, opposte e unite alla base. I fiori sono gialli o verdi e sono raggruppati in amenti. Il frutto è un achenio con due carpelli e un seme all'interno, con brattee carnose e simili ad una bacca rossa.

## Distribuzione e habitat
L'areale nativo di E. sinica va dalla Siberia meridionale alla Cina settentrionale e nord-orientale. È una pianta perenne o un arbusto subtropicale e cresce principalmente nel bioma temperato.

## Tossicità
Ephedra sinica contiene alcaloidi, come l'efedrina, la pseudoefedrina, la norefedrina e la norpseudoefedrina, la cui ingestione può comportare rischi per la salute.
Consumare l'efedra in maniera eccessiva può causare convulsioni, ictus, infarto e morte. I rischi di effetti avversi aumentano con la dose, se usato in concomitanza con attività fisiche faticose o in combinazione con altri stimolanti, inclusa la caffeina. Può causare interazioni avverse con altri farmaci. È controindicata nei bambini sotto i 18 anni, nelle donne in gravidanza e durante l'allattamento.
Nel 2004, la Food and Drug Administration (FDA o USFDA) degli Stati Uniti ha vietato la vendita di integratori alimentari contenenti alcaloidi dell'efedra. Altri paesi hanno aderito a questo divieto, come Argentina, Canada, Australia, Nuova Zelanda, Paesi Bassi e altri paesi europei. Tuttavia, nonostante i divieti e gli alti rischi legati al consumo di efedra, su internet vengono offerti in vendita integratori alimentari contenenti efedra, anche in combinazione con caffeina.

## Usi
L'estratto di efedra è utilizzato nella medicina alternativa per trattare l'asma e altre malattie respiratorie.
Le sue proprietà stimolanti lo rendono un prodotto dopante, bandito dalle organizzazioni sportive internazionali.